# 南十字座κ

南十字座κ （κ Cru，HD 111973）是一顆位於疏散星團NGC 4755內的光譜聯星。該星團也稱為南十字座κ星團或珠寶盒星團。

## 位置

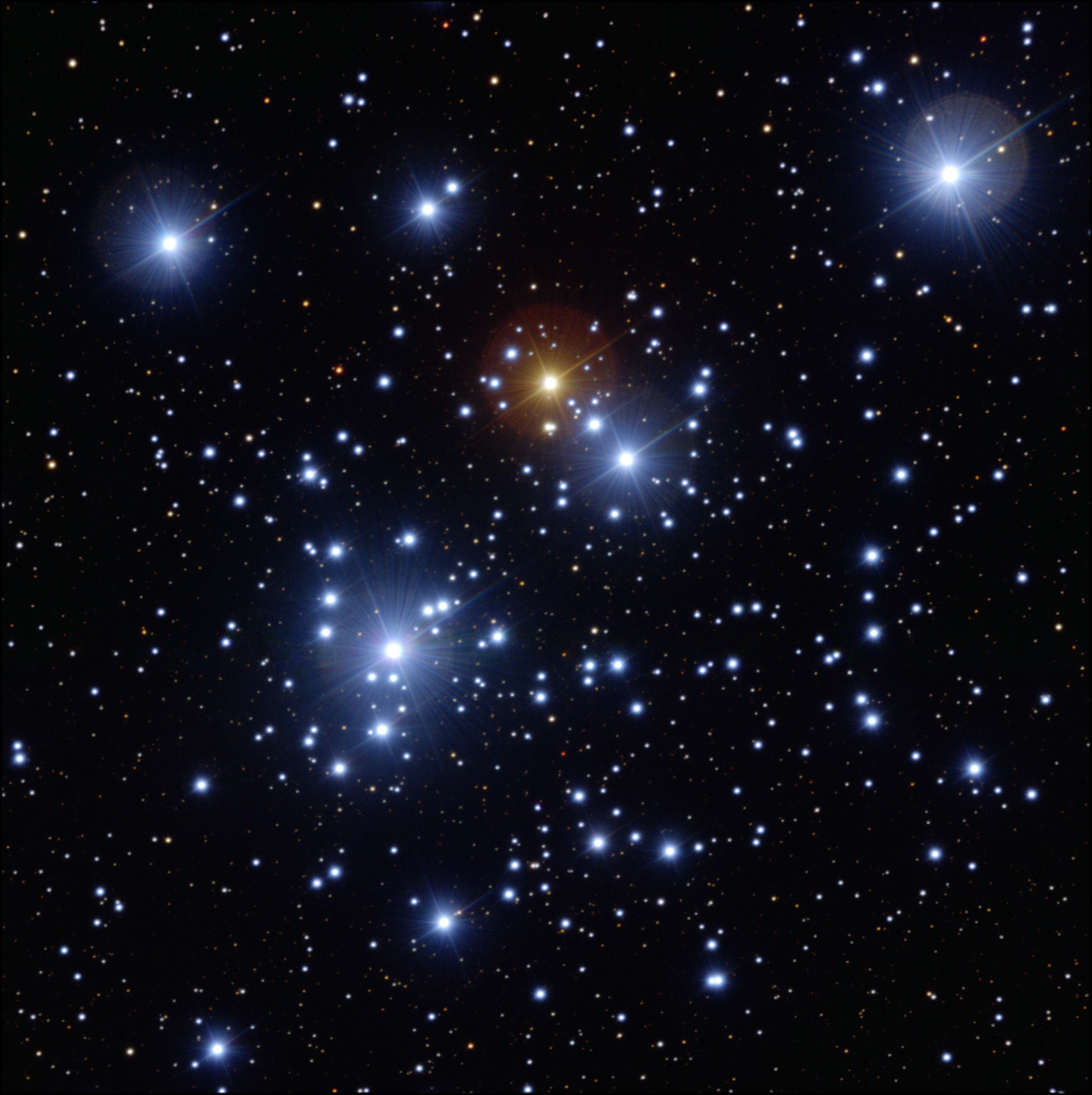
珠寶盒星團的快照（創建者：ESO VLT）。

南十字座κ是疏散星團珠寶盒星團中最亮的成員之一。它在星團的底部右邊或是南邊形成，形成在星團中像字母A的小星群突出的一條腿。這個星團是更大的半人馬座OB1星協的一部分，距離地球大約是8,500光年。
星團和南十字座κ本身位在著名的南十字座左側，明亮的β星的東南方。

## 性質
南十字κ是明亮的B3型巨星，光度分類為Ia。徑向速度的變化表明它有一顆未解析出的伴星。因為它的表面溫度高達26,000K，和比太陽更大的表面積，使它的亮度是太陽的10萬倍。估計南十字κ所屬星團的年齡約為1,120萬歲。

## 外部連結
- NASA Astronomy Picture of the Day: NGC 4755: A Jewel Box of Stars (17 August 2010)